# Harrington Seed Destructor
Der Harrington Seed Destructor (HSD) ist eine Landmaschine zur Bekämpfung von Unkraut. Der HSD zerstört Unkrautsamen während der Getreideernte.
Der Einsatz von Herbiziden ist ein heute weltweit verbreitetes Instrument im Ackerbau, das Unkräuter beseitigt und eine konservierende Bodenbearbeitung erleichtert. Eine Herausforderung für dieses System ist die Herausbildung von Herbizidresistenzen bei Unkräutern. Neben neuen chemischen Wirkstoffen könnten auch nichtchemische Maßnahmen Abhilfe verschaffen.
Vor diesem Hintergrund wurde der HSD in Western Australia entwickelt. Der HSD ist ein an den Mähdrescher angehängtes Gerät. Die vom Mähdrescher extrahierte Spreu, die auch Unkrautsamen enthält, wird in den HSD weitergeleitet und dort zermahlen.